# Dolenja vas pri Čatežu
Dolenja vas pri Čatežu este o localitate din comuna Trebnje, Slovenia, cu o populație de 58 de locuitori.